# Chorfa (Bouira)
Chorfa (în arabă الشرفاء) este o comună din provincia Bouira, Algeria.
Populația comunei este de 16.173 de locuitori (2008).